# 쾨케누르 몽골

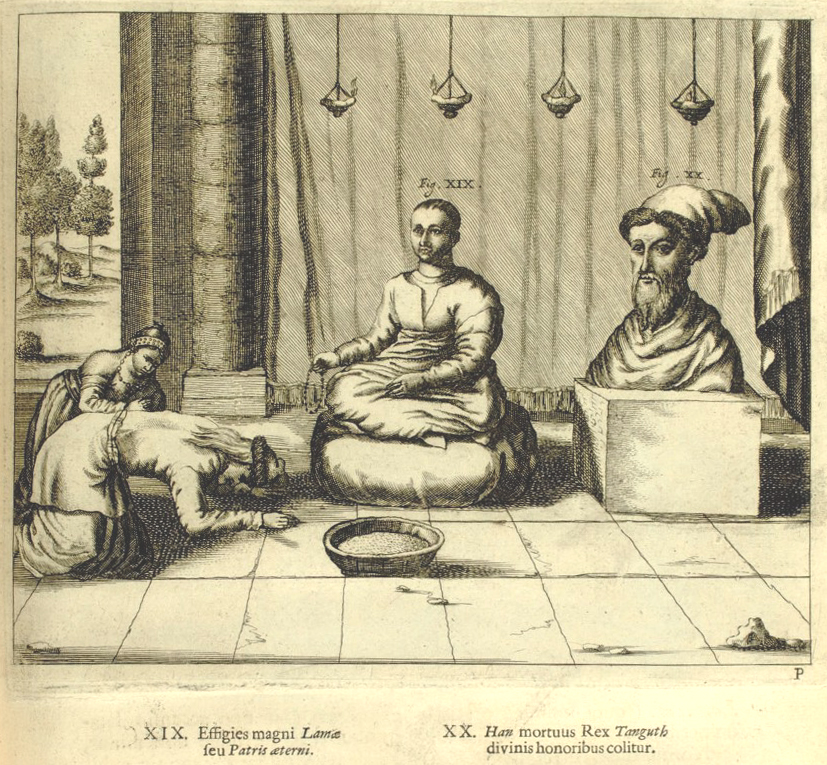
달라이 라마(가운데)의 궁전에 모셔진 귀시 칸의 흉상(오른쪽). 1661년 요한 그뤼버 그림.

쾨케누르 몽골(몽골어: ᠬᠦᠬᠡ ᠨᠠᠭᠤᠷ
ᠮᠣᠩᠭᠣᠯ Хөх нуурын Монгол, 한국 한자: 青海蒙古 청해몽고) 또는 상몽골(몽골어: ᠲᠡᠭᠡᠲᠦ
ᠮᠣᠩᠭᠣᠯ 데드 몽골, 영어: Upper Mongolia)은 청해호 주변 몽골족이 정착한 지역이다. 차이다무 분지에 속한 지역으로서, 이 지역 및 그 거주 민족들은 17세기-18세기에 중국-몽골-티베트 관계에서 중요한 역할을 했다. 상몽골족은 티베트식 의복과 장신구를 착용하면서 몽골식 천막에 거주하고 몽골 문자를 쓰는 혼합적 생활을 했다.
상몽골족은 거의 대부분 오이라트부 코슈트인 출신이었지만 초로스인, 토르구트인, 그리고 할하부 출신도 없지 않았다. 20세기 초 상몽골에는 29개 기(旗)가 있었는데, 그 중 21기가 서몽골족 오이라트부 코슈트인, 2기가 서몽골족 오이라트부 초로스인, 4기가 서몽골족 오이라트부 토르구트인, 1기가 동몽골족 할하부 혈통이었다. 2010년 현재 상몽골족은 9기 8-9만 명이 존재한다.